# Panenské Břežany
Panenské Břežany (deutsch Jungfern Breschan, auch Jungfernbreschan) ist eine Gemeinde in Tschechien. Sie liegt 15 Kilometer nördlich des Stadtzentrums von Prag und gehört zum Okres Praha-východ.

## Geographie
Der Ort befindet sich im Quellgebiet des Kojetický potok auf der Hochfläche rechts des Moldautales. Westlich des Dorfes führt die Autobahn D8 / Europastraße 55, deren nächste Auffahrt bei Úžice liegt, vorbei. Dahinter dehnt sich das Areal des Militärflugzeugherstellers Aero Vodochody aus.
Nachbarorte sind Čenkov und Veliká Ves im Norden, Předboj im Nordosten, Zlonín im Osten, Bašť im Südosten, Klíčany im Süden, Hoštice und Vodochody im Südwesten sowie Dolínek und Odolena Voda im Nordwesten.

## Geschichte

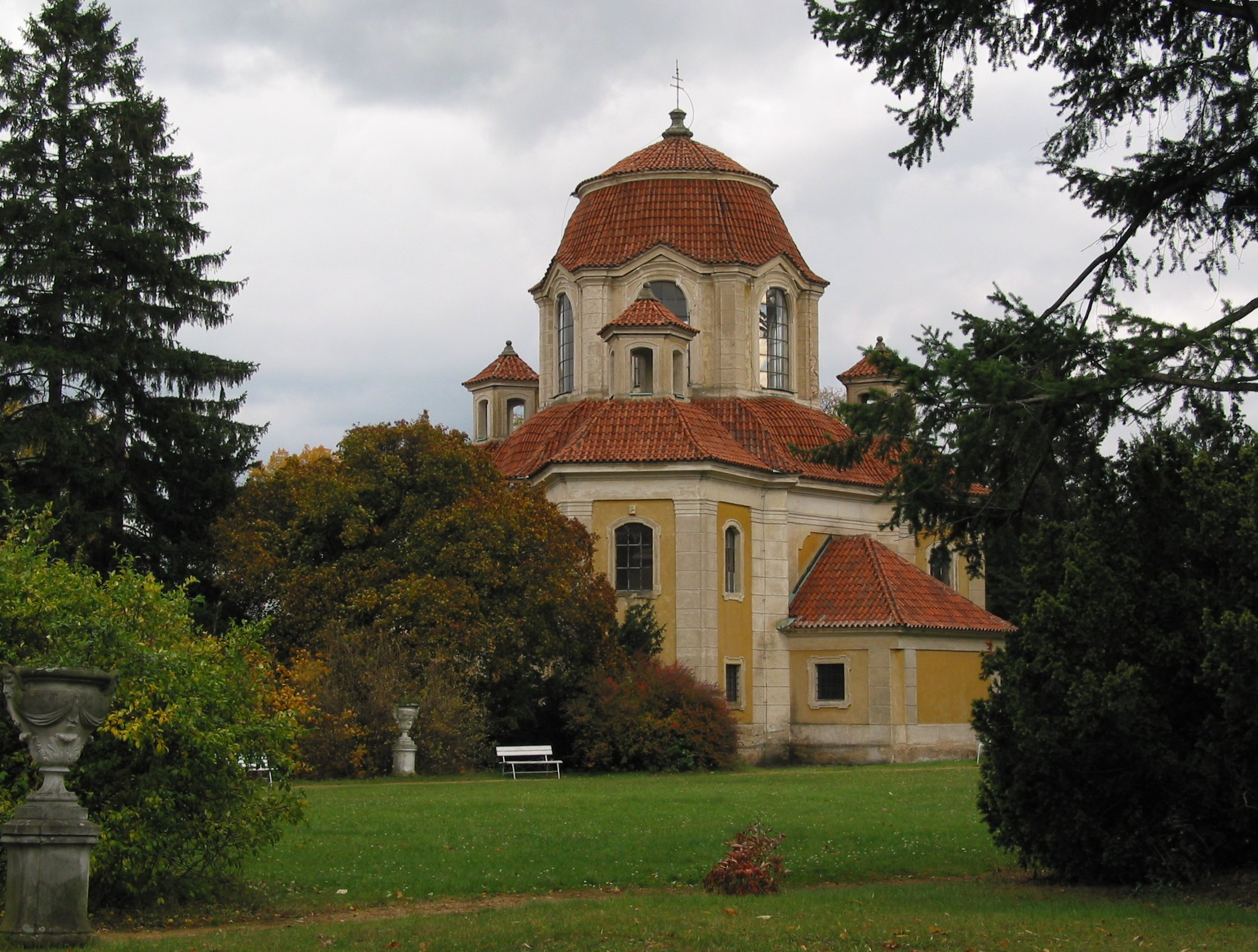
Kapelle der Hl. Anna

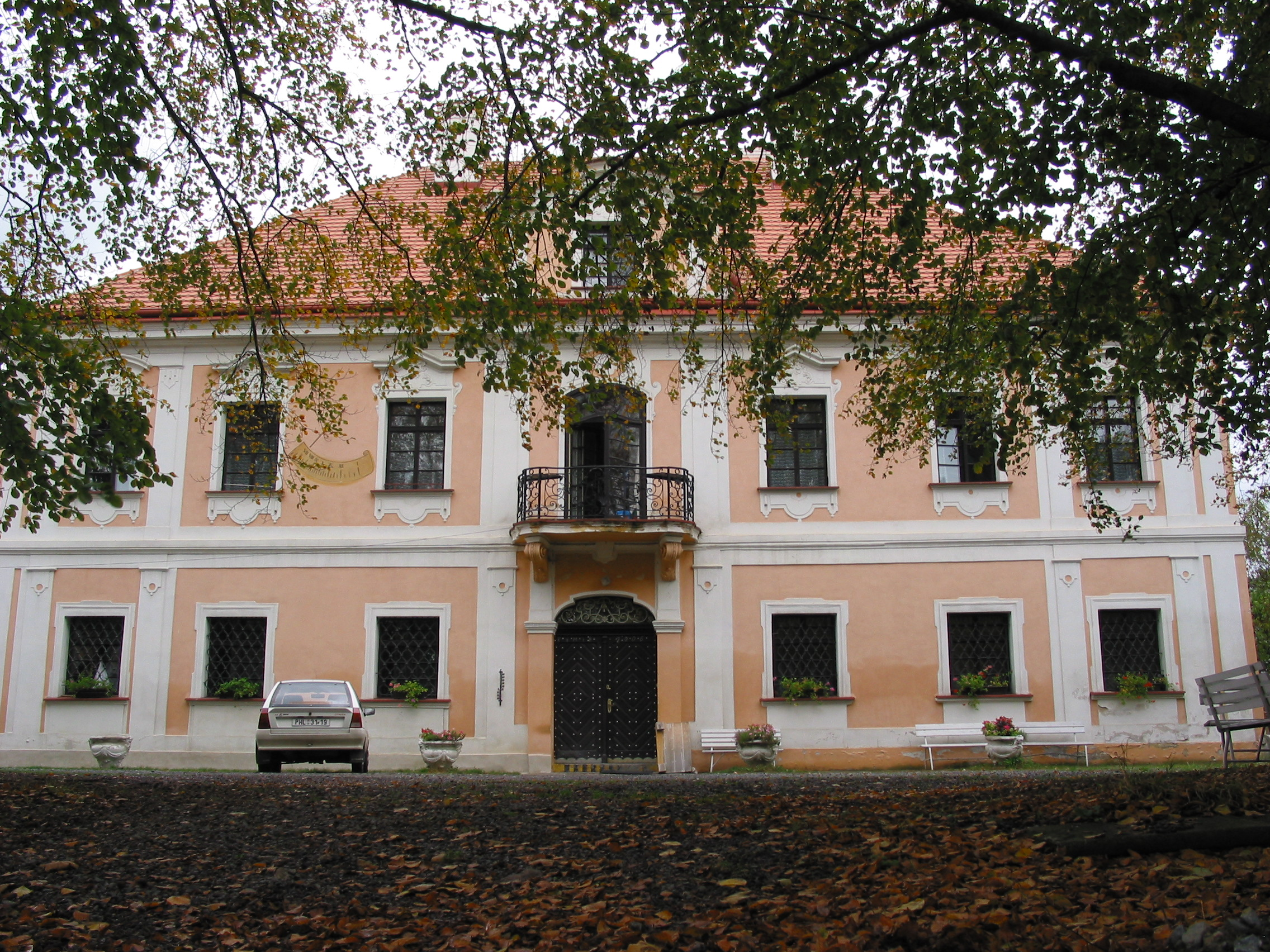
Oberes Schloss

Der Ort wurde 1233 als Besitz des Benediktinerinnenklosters St. Georg auf der Prager Burg erstmals erwähnt.
In der ersten Hälfte des 18. Jahrhunderts entstand ein Barockschloss, das nach dem Bau des zweiten Schlosses als „Oberes Schloss“ bezeichnet wurde.
Nach der Säkularisation des Klosters im Josephinismus fiel das Gut Jungfern Breschan an den Religionsfonds. Bis 1820 wechselten die Besitzer mehrfach, dann erwarb es der Kurator der evangelischen Gemeinde in Prag Matthias Friedrich Freiherr Riese von Stallburg (1787–1864) und förderte moderne landwirtschaftliche Methoden zum Anbau und der Verarbeitung von Raps und Zuckerrüben. Er ließ um 1840 das im Empirestil gestaltete Untere Schloss errichten. Seine Söhne, der Großgrundbesitzer Werner Friedrich Riese von Stallburg (1815–1887), Herrschaftsbesitzer von Blahotitz und Ehrenritter des Johanniterordens, und Adolf Riese von Stallburg (1822–1899), Rittmeister der kaiserlichen Armee, erbten den Besitz. Dessen Nachkommen verloren den Besitz 1901 wegen Überschuldung an die Prager Kreditbank, die im Jahre 1909 in dem österreichischen Zuckerfabrikanten Ferdinand Bloch-Bauer einen finanzkräftigen Käufer fand. Bloch-Bauer brachte im Unteren Schloss seine Kunst- und Jagdtrophäensammlung unter.
Bei der deutschen Zerschlagung der Rest-Tschechei floh der jüdische Industrielle und das Gut wurde von den Nationalsozialisten konfisziert. Von 1939 bis 1942 war das Untere Schloss Wohnsitz des Reichsprotektors im Protektorat Böhmen und Mähren. Im Unteren Schloss lebten Konstantin von Neurath und ab 1941 dessen Amtsnachfolger Reinhard Heydrich mit ihren Familien. Im Oberen Schloss residierte der NS-Staatssekretär Karl Hermann Frank. Nach Heydrichs Tod lebte seine Witwe Lina mit den Kindern bis 1945 im Unteren Schloss. Für die Bewirtschaftung des Gutes sorgte von Juli 1942 ein Außenkommando des KZ Theresienstadt, das bis zum 11. Februar 1944 bestand, und dann ein Außenlager des KZ Flossenbürg mit 15 Häftlingen, die für Lina Heydrich arbeiteten. Nach dem 13. April 1945 wurde das Lager geräumt.
Von 1946 bis 1989 war im Unteren Schloss eine Anstalt zur Erforschung von Metallen untergebracht. Eigentümer ist heute das private Forschungsinstitut für Metalle (Výzkumný ústav kovů, VUK). Nach 1945 wurde das Obere Schloss zu einem Schulungszentrum für Beamte, dann zu einem Altersheim umfunktioniert. Heute befindet sich dort die Gedenkstätte der nationalen Unterdrückung und des Widerstands mit der Ausstellung „Verbrechen und Strafe“, die vom Regionalen Museum Prag-Ost verwaltet wird.
2001 berichteten Medien, Heydrichs Sohn Heider habe nach einem Besuch am auf dem Schlossgelände gelegenen Grab seines Bruders Klaus angekündigt, das Gebäude renovieren lassen zu wollen. Dies löste in der Öffentlichkeit Proteste aus, auf Nachfrage stellte Heider Heydrich klar, er habe keine finanzielle Unterstützung zugesagt, hierfür sei ohnehin der Eigentümer zuständig; die diesbezüglichen Meldungen beruhten auf einem Missverständnis.

## Sehenswürdigkeiten
- Ausstellung zum „Reichsprotektorat Böhmen und Mähren“ und zum Attentat auf Heydrich, Foto Okt. 2022Unteres Schloss
- Oberes Schloss

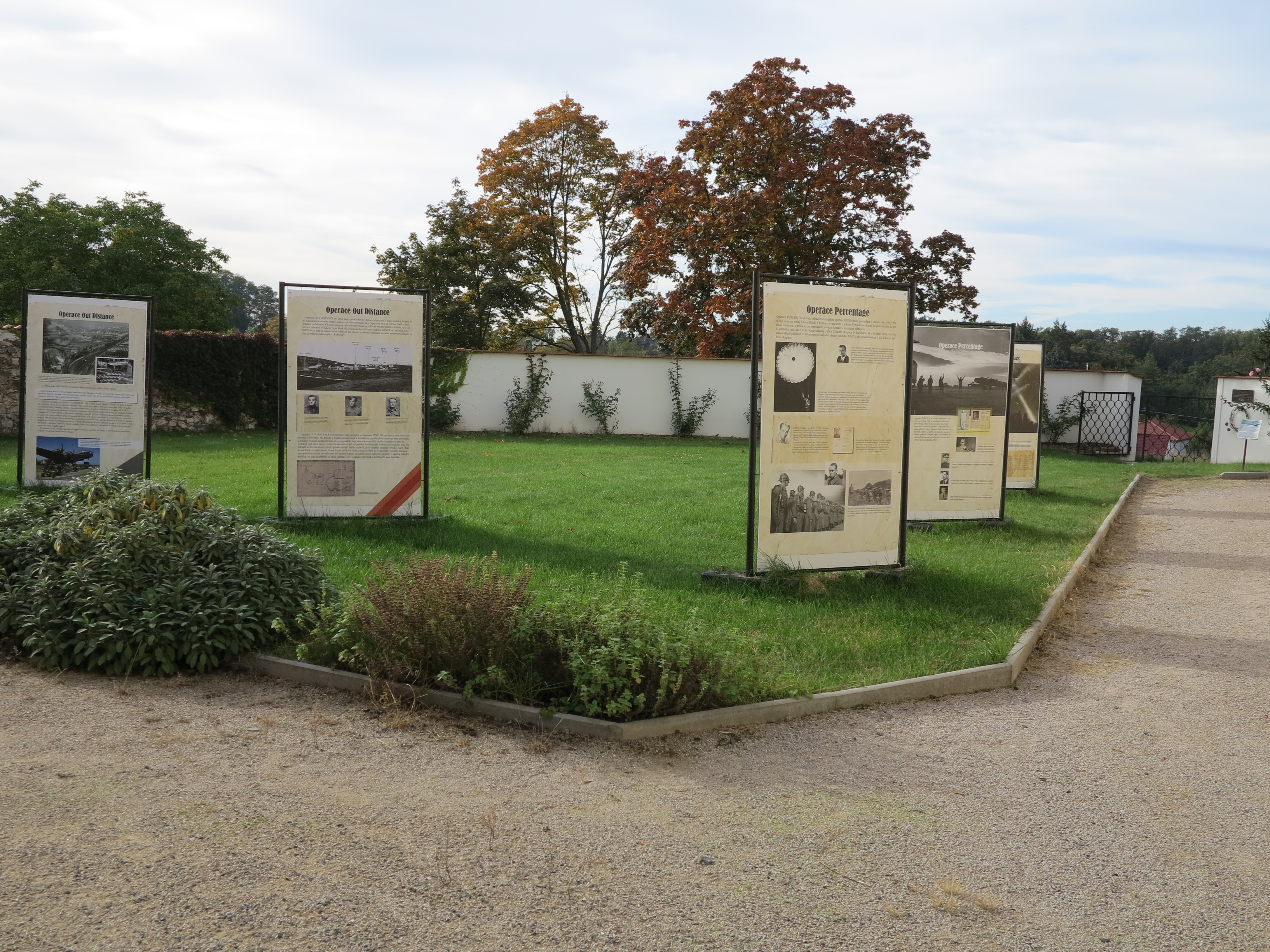
Ausstellung zum „Reichsprotektorat Böhmen und Mähren“ und zum Attentat auf Heydrich, Foto Okt. 2022

- Kapelle der Hl. Anna, erbaut 1705–1707 nach Plänen von Johann Blasius Santini-Aichl anstelle eines 1691 abgebrannten Vorgängerbaus